# Ambrosius von Viermund (Oeding)

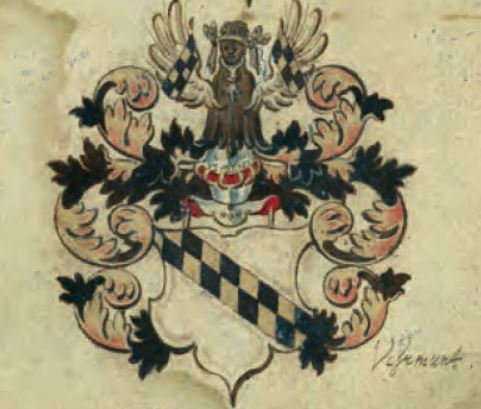
Familienwappen des Ambrosius von Viermund

Ambrosius von Viermund zu Oeding (auch Viermundt zu Odinck * 15. Mai 1517; † kurz vor dem 8. Mai 1580) war Herr von Oeding und Mallem aus dem Adelsgeschlecht Viermund.

## Leben
Er wurde als jüngster Sohn des hessischen Ritters Philipp I. von Viermund († 1528), Herr zu Nordenbeck und Bladenhorst, aus dessen zweiter Ehe mit Margarethe von Schönfeld genannt Grasdorf geboren.
Er durchlief als Knappe eine Ausbildung zum Ritter. Nachdem er die Volljährigkeit erreicht hatte, erhielt er die Herrschaft Mallem im Herzogtum Geldern (heutige Gemeinde Berkelland, Niederlande), die sein Vater 1519 erworben hatte.
1536 wurde er vom Fürstbischof von Münster, Franz von Waldeck, als Amtmann oder Drost von Oeding eingesetzt und mit dem dortigen Gutshof belehnt. Das dortige Schloss, Haus Oeding, war damals baufällig und der Bischof konnte keine ausreichenden Mittel für die Instandsetzung bereitstellen. 1546 verpfändete der Bischof das Schloss an Ambrosius und dessen Nachfolger Fürstbischof Wilhelm Ketteler verkaufte ihm schließlich am 15. November 1555 das Schloss als Erblehen. Durch das Rittergut Haus Oeding erwarb Ambrosius auch Landstandschaft.
1550 und 1553 wird Ambrosius auch als Holzrichter der Mark Usselo sowie 1556 als bischöflich-münsterischer Drost zu Steinfurt genannt.
Aus dem Nachlass seiner Mutter wurde er 1563 vom Grafen von Bentheim mit dem Rittergut Oldenhus genannt Grasdorf (im heutigen Grasdorf (Neuenhaus)) belehnt.

## Ehen und Nachkommen
In erster Ehe heiratete er mit Ehevertrag vom 26. Januar 1536 Frederune von Morrien († nach 1556), Tochter des Diederich von Morrien, Herr zu Ottenstein und Horstmar, und der Anna Valcke zu Rockel. Nach dem Tod Frederunes heiratete er in zweiter Ehe mit Ehevertrag vom 22. August 1564 die Stiftsdame Margareta von Elverveldt (* 1516; † 1593), Tochter des Johann von Elverveldt zu Blumenau († 1578) und der Bathe von der Recke, die zur Eheschließung aus dem Quirinus-Stift in Neuss austrat.
Aus seiner ersten Ehe hatte er zehn Kinder:
- Agnes von Viermund, ⚭ Theodor von Morrien
- Dietrich von Viermund († 1614), 1581 Herr von Oeding und Mallem, ⚭ I) Cecilia von dem Berge, ⚭ II) Marcella Kaiser
- Bernhard von Viermund († 1587)
- Clara Elise von Viermund, ⚭ Heinrich von Linteloe-Walfert
- Ursula von Viermund
- Katharina von Viermund
- Margareta von Viermund, ⚭ Heinrich von Kerckerinck
- Isabella von Viermund, ⚭ Arndt von Linteloe-Walfert
- Mechtilde von Viermund, ⚭ Otto von Wolmeringhausen zu Meineringhausen (* 1530; † 1591)
- Anna von Viermund (* 1546; † 1602), Herrin von Oldenhus gen. Grasdorf, ⚭ 1568 Johan Ripperda (* 1540; † 1591), Herr von Weldam und Goor

Nach seinem Tod, kurz vor dem 8. Mai 1580, folgte ihm sein Sohn Dietrich als Herr von Oeding und Mallem. Das Rittergut Oldenhus genannt Grasdorf ging an seine Witwe und nach deren Tod an seine Tochter Anna.